# Sphecosoma linda
Sphecosoma linda là một loài bướm đêm thuộc phân họ Arctiinae, họ Erebidae.